# Чешма (област Велико Търново)
Вижте пояснителната страница за други значения на Чешма.
Чешма е село в Северна България. То се намира в община Златарица, област Велико Търново.

## Културни и природни забележителности
Селото е разположено в долината на река Стара река. На около 2,5 km се намира природната забележителност Гърбавата чешма.